# 東畑四郎
東畑 四郎（とうはた しろう、1908年11月6日 - 1980年10月21日）は、日本の農林官僚。食糧庁長官、農林事務次官を務め、退官後は農政調査委員会理事長や日銀政策委員などを歴任した。農業経済学者の東畑精一は実兄。

## 人物
三重県一志郡豊地村（現在の松阪市）で父・東畑吉之助、母よしをの四男として生まれる。1925年に三重県立津中学校を卒業し、第八高等学校文科甲類に入学した。1928年、東京帝国大学へ入学。在学中の1930年10月に高等試験行政科に合格し、1931年大学卒業後に農林省へ入省。
終戦後には、農政課長として第一次農地改革の原案の作成にとりかかった。東畑が作成した原案では、地主が保有できる貸付地の限度を3haとしていたが、当時農林大臣であった松村謙三は完全自作農主義を持論としており、その限度を1.5haとすることを主張した。保有限度をあまり低くし過ぎて地主層の強い抵抗を引き起こしてしまうことを恐れていた東畑は、松村をなんとか説得し保有限度を3haとする農林省原案をまとめた。しかし、この農林省原案は閣議にかけられると、保有限度が5haへと改められることとなった。

## 略歴
- 1928年3月 - 第八高等学校卒業
- 1928年4月 - 東京帝国大学法学部法律学科入学
- 1930年10月 - 高等試験行政科合格
- 1931年3月 - 東京帝国大学卒業
- 1931年4月 - 農林省入省　小作二関スル事務取扱い
- 1939年3月 - 興亜院華北連絡部勤務
- 1946年5月 - 農林省大臣官房秘書課長
- 1942年4月 - 企画院第二部第四課長
- 1942年4月 - 企画院第四部第三課長
- 1942年6月 - 企画院第四部第二課長兼第四部第三課長
- 1946年5月 - 農林省農政局農政課長
- 1946年5月 - 農林省大臣官房秘書課長
- 1947年6月 - 経済安定本部生活局次長
- 1948年10月 - 経済安定本部生活物資局長
- 1950年6月 - 経済安定本部民生局長
- 1951年4月 - 農林省農政局長
- 1952年1月 - 食糧庁長官
- 1953年3月 - 農林水産事務次官
- 1961年5月 - 農政調整委員会事務局長
- 1967年～1974年 - 日本銀行政策委員
- 1975年6月 - 農林省農林水産技術会議会長
- 1975年6月 - 全国食糧事業協同組合連合会会長
- 1978年4月 - 勲一等瑞宝章授与